# نیترو زئوس
نیترو زئوس نامی است که به پروژه مربوط به یک حمله سایبری جامع و دارای پشتوانه عظیم مالی اشاره میکند که به منظور کاهش تهدیدات احتمالی ناشی از حملات مربوط به استاکس‌نت از سوی ایران تعبیه شده است. برخلاف استاکس‌نت که میبایست بعد از مرحله طراحی یک سیستم به منظور ایجاد اخلال در عملکرد صحیح آن به آن سیستم تزریق میشد، اهداف و عملکرد نیترو زئوس بدون اطلاع کاربران نهایی سیستم اسکادا در مرحله طراحی و ساخت قطعات کامپیوتری وارد این قطعات میشود. پیاده سازی آسیب به شکل توکار امکان حملات سایبری موثر تر را با اطمینان از تاثیرگذاری بیشتر فراهم میکند.
اطلاعات مربوط به وجود چنین پروژه ای در طول تحقیقات و مصاحبه ها به منظور ساخت مستند روزهای صفر توسط الکس گیبنی مشخص شد. حمله و نفوذ در این سطح به ساختار شبکه های کامپیوتری و پردازشی ایران میتواند ارتباطات، شبکه توزیع نیروی برق، و سایر سیستم های حیاتی ایران را تا سطحی که مورد نظر حمله کنندگان باشد دچار اخلال یا فرسایش کند. این حمله قرار بود به وسیله نصب تجهیزات الکترونیک در شبکه های کامپیوتری ایران پیاده سازی شود.  دیدگاه آمریکا به این پروژه به عنوان یک راهکار جایگزین به جای مقابله کامل نظامی با ایران بوده است. بعداز امضای برنامه جامع اقدام مشترک دیگر نیازی به وجود این پروژه احساس نمیشد. هرچند که این احتمال همچنان وجود دارد که آسیب ها و تجهیزات تعبیه شده در برخی سیستم های زیر ساخت و حساس اسکادا همچنان وجود داشته باشند و پاک نشده باشند.